# Comuna Vrani, Caraș-Severin
Vrani este o comună în județul Caraș-Severin, Banat, România, formată din satele Ciortea, Iertof și Vrani (reședința).

## Descrierea stemei
Stema comunei Vrani, se compune dintr-un scut triunghiular cu marginile rotunjite.
În câmp superior, pe fond rosu, se află o formă de triunghi cu vârful în jos, în care se află o liră cu ramură de laur la bază, de aur.
În câmp inferior, pe fond albastru, se află trei spice de grâu, cu frunze, de aur.
Scutul este trimbrat de o coroană murală de argint cu un turn crenelat.
Semnificatiile elementelor însumate
Lira cu ramura de laur semnifică viața culturală și artistică a localității.
Spicele de grâu reprezintă ocupația de bază a locuitorilor, agricultura.
Coroana murală cu un turn crenelat semnifică faptul că localitatea are rangul de comună.

## Demografie
Componența etnică a comunei Vrani
     Români (85,3%)
     Romi (9,04%)
     Alte etnii (0,4%)
     Necunoscută (5,26%)
Componența confesională a comunei Vrani
     Ortodocși (89,77%)
     Baptiști (3,28%)
     Alte religii (1,09%)
     Necunoscută (5,86%)
Conform recensământului efectuat în 2021, populația comunei Vrani se ridică la 1.007 locuitori, în scădere față de recensământul anterior din 2011, când fuseseră înregistrați 1.070 de locuitori. Majoritatea locuitorilor sunt români (85,3%), cu o minoritate de romi (9,04%), iar pentru 5,26% nu se cunoaște apartenența etnică. Din punct de vedere confesional, majoritatea locuitorilor sunt ortodocși (89,77%), cu o minoritate de baptiști (3,28%), iar pentru 5,86% nu se cunoaște apartenența confesională.

## Politică și administrație
Comuna Vrani este administrată de un primar și un consiliu local compus din 9 consilieri. Primarul, Răzvan Nicolae Otiman[*], de la Partidul Național Liberal, este în funcție din octombrie 2020. Începând cu alegerile locale din 2024, consiliul local are următoarea componență pe partide politice:
|  | Partid                          | Consilieri | Componența Consiliului | Componența Consiliului | Componența Consiliului |
|  | ------------------------------- | ---------- | ---------------------- | ---------------------- | ---------------------- |
|  | Partidul Național Liberal       | 3          |                        |                        |                        |
|  | Partidul Social Democrat        | 3          |                        |                        |                        |
|  | Uniunea Salvați România         | 2          |                        |                        |                        |
|  | Alianța pentru Unirea Românilor | 1          |                        |                        |                        |

## Legături externe

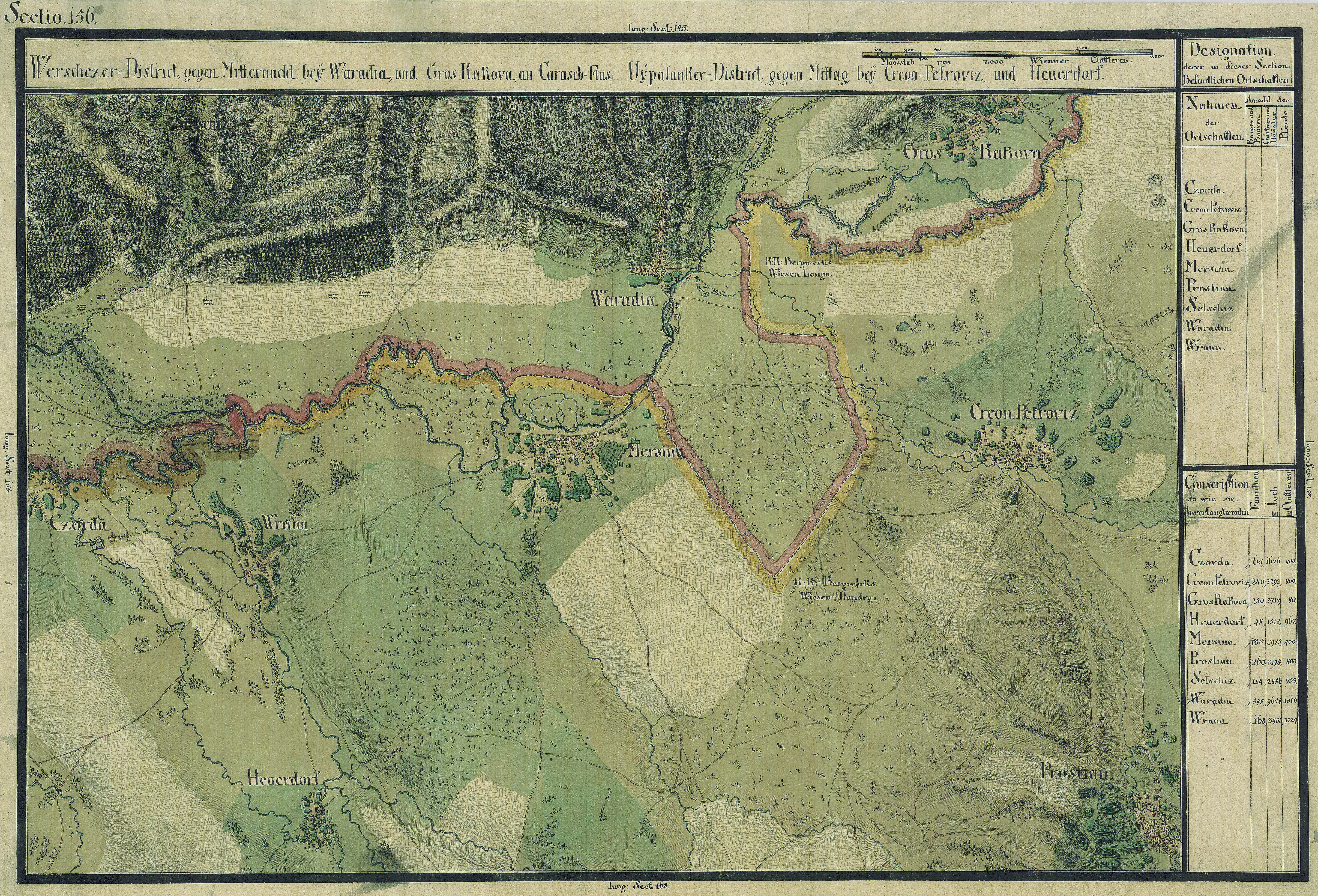
Vrani în Harta Iosefină a Banatului, 1769-72